# Superpuchar CONMEBOL–UEFA
Superpuchar CONMEBOL–UEFA – mecz międzykontynentalny organizowany przez CONMEBOL i UEFA, w którym mierzy się zwycięzca Copa América i Euro. Jest odpowiednikiem nieistniejącego już Pucharu Interkontynentalnego w piłce klubowej. Turniej odbywał się dwukrotnie, w 1985 i 1993 (znany jako „Puchar Artemio Franchi”), przed przerwaniem. W 2022 został ponownie uruchomiony, gdzie został nazwany jako Finalissima (po włosku „wielki finał”).

## Wyniki
| 1985 | Francja Parc des Princes, Paryż                     | Francja   | 2 – 0                 | Urugwaj |
| 1993 | Argentyna Estadio José María Minella, Mar del Plata | Argentyna | 1 – 1 po dogr. k. 5–4 | Dania   |
| 2022 | Anglia Stadion Wembley, Londyn                      | Argentyna | 3 – 0                 | Włochy  |

## Osiągnięcia według reprezentacji
| Drużyna   | Zwycięzca | Finalista | Zwycięzca (lata) | Finalista (lata) |
| --------- | --------- | --------- | ---------------- | ---------------- |
| Argentyna | 2         | 0         | 1993, 2022       | –                |
| Francja   | 1         | 0         | 1985             | –                |
| Urugwaj   | 0         | 1         | –                | 1985             |
| Dania     | 0         | 1         | –                | 1993             |
| Włochy    | 0         | 1         | –                | 2022             |

## Osiągnięcia według federacji
| Drużyna  | Zwycięzca | Finalista | Zwycięzca (lata) | Finalista (lata) |
| -------- | --------- | --------- | ---------------- | ---------------- |
| CONMEBOL | 2         | 1         | 1993, 2022       | 1985             |
| UEFA     | 1         | 2         | 1985             | 1993, 2022       |